# David Peterson
David John Peterson (Arcadia, 3 settembre 1995) è un giocatore di baseball statunitense, che gioca nel ruolo di lanciatore per i New York Mets della Major League Baseball (MLB).